# Xenorhina macrodisca
Xenorhina macrodisca är en groddjursart som beskrevs av Günther och Richards 2005. Xenorhina macrodisca ingår i släktet Xenorhina, och familjen Microhylidae. IUCN kategoriserar arten globalt som otillräckligt studerad. Inga underarter finns listade.